# François Marion
Pour les articles homonymes, voir Marion.
François Marion est le nom de plume de Colette Brégeault, écrivain française née à Épernay le 16 décembre 1897 et morte à Cantauque sur la commune de Villebazy le 19 août 1999. Elle enseigne dans des établissements privés à Cambrai, tel qu'à l'école normale catholique de Cambrai.

## Vie privée
Son grand-père était négociant en champagne. Elle a pour oncle l’aviateur Albert Deullin.

## Œuvres
Elle est l'auteur de la série des Jacobi : Jacobi au pays de France (1935), Jacobi aux pays du ciel bleu, Jacobi aux pays des frimas, Jacobi aux pays des Mille et une Nuits...
- Jacobi aux Pays du Soleil Levant, Ligel, Paris, 1956